# Расулов, Салих Рашидович
Салих Рашидович Расулов — советский хозяйственный, государственный и политический деятель.

## Биография
Родился в 1917 году. Член ВКП(б) с 1945 года.
С 1942 года — на хозяйственной, общественной и политической работе. В 1942—1975 гг. — мастер школы ФЗО, мастер, начальник дистанции пути, инженер, заместитель начальника дистанции пути Ташкентской железной дороги, 1-й секретарь районного комитета КП Узбекистана, инструктор Промышленно-транспортного отдела ЦК КП Узбекистана, заместитель заведующего Промышленно-транспортным отделом Ташкентского областного комитета КП Узбекистана, заместитель заведующего Отделом строительства и строительных материалов ЦК КП Узбекистана, секретарь, 1-й секретарь Ферганского промышленного, 2-й секретарь Ферганского областного комитета КП Узбекистана, 1-й секретарь Ташкентского городского комитета КП Узбекистана, заведующий Отделом транспорта и связи ЦК КП Узбекистана.
Избирался депутатом Верховного Совета СССР 7-го и 8-го созывов.